# Babka

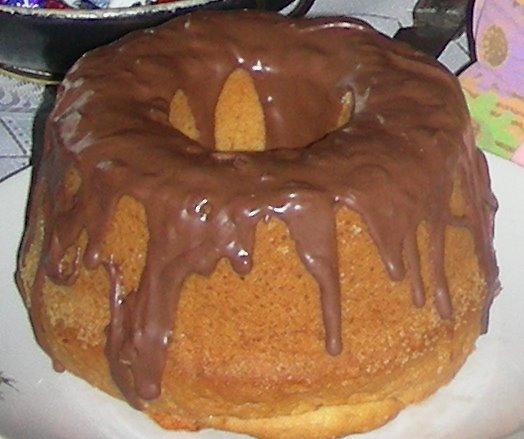
Babka ricoperta di glassa al cioccolato

La babka, o bobka, conosciuta anche come baba, è una torta lievitata.

## Versione cristiana
La babka è una torta spugnosa, dall'impasto simile a quello delle brioche, prodotta soprattutto nell'Europa orientale.  Di solito non ha alcun ripieno, ma viene ricoperta con una glassa alla vaniglia o al cioccolato e decorata con mandorle o frutta candita, o anche con l'aggiunta di rum.
Viene preparata tradizionalmente per la domenica di Pasqua in Polonia, Bulgaria, Macedonia del Nord, Albania, Russia occidentale e Ucraina e per le principali festività (Natale, Pasqua, Capodanno, Pentecoste) in Romania.

## Versione ebraica

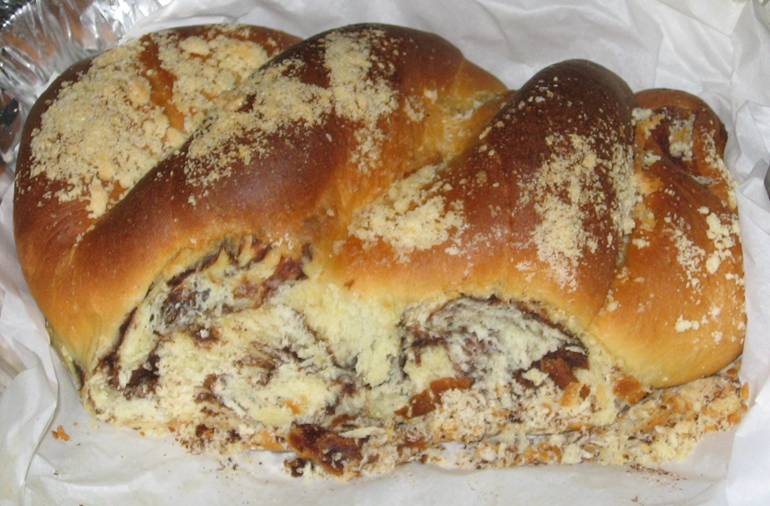
Fetta di Babka al cioccolato con topping di streusel

Un'altra versione della babka, in idisch באבקע babke, è associata alla tradizione della Pasqua dell'ebraismo est europeo. Questa babka viene realizzata con due strati intrecciati di pasta, e cucinata in una teglia alta da pane.
Invece della frutta, in questo caso l'impasto può contenere cannella o cioccolato. La babka viene di solito riempita con lo streusel. Un dolce simile chiamato kokosh è altrettanto famoso nella pasticceria ebraica. Anche il kokosh ha le varianti con cannella o cioccolato, ma è più basso e largo della babka, e non viene né intrecciato né riempito con lo streusel.
Babka di questo tipo sono diventate popolari nelle città dell'America del Nord con una numerosa presenza ebraica, fra cui Montréal, New York, Chicago, Miami e Toronto.
C'è inoltre una variante ebraica dell'Est Europa che viene preparata durante la Pasqua ebraica al posto del pane. In genere questa versione non è dolce e viene cucinata con pane azzimo sbriciolato, uova e sale. Alcuni ebrei polacchi chiamano delle frittelle simili ai pancake, fatte con questi ingredienti, bubbeleh, nome simile a babka.